# John Dunn
John Monfort Dunn (Buckinghamshire, 9 de septiembre de 1940) es un politólogo, filósofo político e historiador británico, profesor emérito de teoría política en el King's College de Cambridge. Representante de la Escuela de Cambridge, ha sido profesor visitante en diversas universidades de Ghana, India, Japón, Canadá, Italia y Estados Unidos. Distinguido como Miembro de la Academia Británica, su trabajo destaca en teoría política e historia del pensamiento político.
Su enfoque distintivo es el uso de la perspectiva histórica para comprender y aplicar la teoría política, especialmente a través del análisis del pensamiento de filósofos políticos clásicos.

## Biografía
Hijo del coronel Henry George Montfort Dunn y Catherine Mary (de soltera Kinloch). Estudió en Winchester College entre 1953 y 1956. Posteriormente, asistió a Millfield School entre 1957 y 1958. En 1962, obtuvo una beca estatal y fue nombrado estudiante de investigación en la Facultad de Historia de la Universidad de Cambridge, donde permaneció hasta 1964. Estudió historia en el King's College de Cambridge y fue brevemente (1965-1966) miembro del Jesus College, Cambridge. Durante el período de 1964 a 1965, fue beneficiario de la Beca Harkness en la Escuela de Posgrado de Artes y Ciencias de la Universidad de Harvard y, desde 1966, miembro del King's College de Cambridge. Fue profesor de ciencias políticas en la Universidad de Cambridge de 1972 a 1977, se convirtió en lector de política de 1977 a 1987 y desde 1987 ha sido profesor de teoría política.
Dunn se ha casado en cuatro ocasiones: con Susan Deborah Fyvel (1965-1971), con Judy Pace (1973-1987), con Ruth Scurr (1997-2013) y con Anastasia Piliavsky (2014-act.).

## Contribuciones académicas
El trabajo de Dunn se enfoca en la integración de una perspectiva histórica en el análisis de la teoría política moderna. Su reconocimiento inicial provino de una rigurosa reconstrucción del pensamiento político de John Locke, apoyada en la edición crítica de Dos tratados sobre el gobierno civil realizada por Peter Laslett. Junto con el historiador Quentin Skinner y su mentor y colega J. G. A. Pocock, Dunn formuló propuestas metodológicas hacia finales de la década de 1960, con el objetivo de subsanar la deficiencia histórica predominante en la ciencia política, mediante la reconstrucción del propósito y contexto en los escritos de los pensadores políticos del pasado.
Su producción intelectual posterior, compuesta por ensayos reflexivos, obras colectivas y monografías, aborda cuestiones fundamentales de la teoría política. Su enfoque histórico subyace a un escepticismo crítico respecto al grado en que la política puede ser objeto de razonamiento sistemático. Entre sus obras se encuentra The Cunning of Unreason (2001), en la que examina cómo las limitaciones del conocimiento y la racionalidad humanas obstaculizan la realización plena de los ideales del republicanismo democrático. Esta línea reflexiva continuó con Setting the People Free: The Story of Democracy (2005), donde analiza las vicisitudes de la democracia como un ideal político.

## Publicaciones
A lo largo de su trayectoria ha publicado varias obras, entre ellas:
- The Political Thought of John Locke (1969)
- Modern Revolutions (1972)
- Dependence and Opportunity (con A. F. Robertson, 1973)
- West African States: Failure and Promise (ed., 1978)
- Western Political Theory in the Face of the Future (1979)
- Political Obligation in Its Historical Context (1980)
- The Politics of Socialism (1984)
- Rethinking Modern Political Theory (1985)
- Interpreting Political Responsibility (1990)
- The Economic Limits to Modern Politics (ed., 1990)
- Democracy: the unfinished journey 508 BC – 1993 AD (ed, 1992)
- Contemporary Crisis of the Nation State? (ed., 1995)
- The History of Political Theory and Other Essays (1996)
- Great Political Thinkers (ed., con Ian Harris, 1997)
- The Cunning of Unreason (2000)
- Pensare la politica (2002)
- Locke: A Very Short Introduction (2003)
- Setting the People Free: The Story of Democracy (2005)
- Breaking Democracy's Spell (julio de 2014)